# Yoann Lachor
Yoann Lachor (ur. 17 stycznia 1976 w Aire-sur-la-Lys) – francuski piłkarz występujący na pozycji obrońcy. Obecnie jest zawodnikiem klubu US Boulogne.

## Kariera
Lachor zawodową karierę rozpoczynał w klubie RC Lens. W Première Division zadebiutował 29 listopada 1996 w zremisowanym 1:1 meczu z AS Nancy. 26 września 1997 w wygranym 3:1 spotkaniu z Olympique Lyon strzelił pierwszego gola w trakcie gry w Ligue 1. W 1998 roku dotarł z klubem do finału Pucharu Francji, jednak Lens przegrało tam 1:2 z Paris Saint-Germain. W 1999 roku zdobył z klubem Puchar Ligi Francuskiej.
W 2000 roku odszedł do szwajcarskiego Servette FC. Po roku powrócił do Lens. W sezonie 2001/2002 zdobył z nim mistrzostwo Francji. W Lens grał do końca sezonu 2005/2006. Latem 2006 roku został graczem innego pierwszoligowego zespołu - CS Sedan. Pierwszy ligowy mecz zaliczył tam 5 sierpnia 2006 przeciwko Olympique Marsylia (0:0). W sezonie 2006/2007 spadł z zespołem do Ligue 2.
W 2008 roku podpisał kontrakt z US Boulogne, również grającym w Ligue 2. W sezonie 2008/2009 awansował z klubem do Ligue 1.